# Thor Kristensen
Hans Thor Juul Kristensen (Silkeborg, 4 juni 1980) is een Deens voormalig roeier. Kristensen debuteerde op de Wereldkampioenschappen roeien 2001 met zilveren medaille in de lichte-vier-zonder-stuurman. In de twee daarop volgende jaren werd Kristensen wereldkampioen in de lichte-vier-zonder-stuurman. In dezelfde boot nam Kristensen deel aan de Olympische Zomerspelen 2004 en won toen de gouden medaille.

## Resultaten
- Wereldkampioenschappen roeien 2001 in Luzern  in de lichte-vier-zonder-stuurman
- Wereldkampioenschappen roeien 2002 in Sevilla  in de lichte-vier-zonder-stuurman
- Wereldkampioenschappen roeien 2003 in Milaan  in de lichte-vier-zonder-stuurman
- Olympische Zomerspelen 2004 in Athene  in de lichte-twee-zonder-stuurman

1996: Victor Feddersen & Niels Henriksen & Thomas Poulsen & Eskild Ebbesen ·
2000: Laurent Porchier & Jean-Christophe Bette & Yves Hocdé & Xavier Dorfman ·
2004: Thor Kristensen & Thomas Ebert & Stephan Mølvig  & Eskild Ebbesen ·
2008: Mads Kruse Andersen & Eskild Ebbesen & Thomas Ebert & Morten Jørgensen·
2012: James Thompson & Matthew Brittain & John Smith & Sizwe Ndlovu ·
2016: Mario Gyr & Simon Niepmann & Simon Schürch & Lucas Tramèr